# Louis von der Groeben
Louis von der Groeben (né le 27 août 1842 à Arenstein et mort le 12 août 1904 dans la même ville) est un propriétaire de manoir prussien et député du Reichstag.

## Biographie

### Origine
Louis est le fils du seigneur d'Arenstein et de Tiefensee Theodor von der Groeben (1805-1863) et de sa femme Valeska, née von Wrangel (1808-1884).

### Carrière
Groeben étudie au lycée de la vieille ville et l'université de Königsberg. En 1862, il s'enrôle dans l'armée prussienne et en 1863 il est sous-lieutenant au 61e régiment d'infanterie. Il participe à la guerre contre l'Autriche en 1866 et à la guerre contre la France en 1870/71. En 1875, il est promu capitaine et commandant de compagnie dans le 37e régiment de fusiliers à Posen. En 1876, Groeben prend congé.
Il est propriétaire d'un domaine à Arenstein et siège à la Chambre des représentants de Prusse de 1879 à 1885. Pour le Parti conservateur allemand, il représente la 5e circonscription du district de Königsberg (de) au Reichstag de 1893 à 1903. En 1894, il est nommé à la Chambre des seigneurs de Prusse.
Groeben est un chevalier de Justice de l'Ordre de Saint-Jean et il décède peu avant son 62e anniversaire.

### Famille
Il se marie avec Bertha Linde (née en 1845) le 20 septembre 1867. Les fils Kurt (né en 1868) et Paul Theodor (né en 1885) sont issus du mariage.